# Swiss Life Select
|  | Dieser Artikel wurde aufgrund wesentlicher Mängel auf der Wartungs- und Qualitätssicherungsseite des Portal:Unternehmen eingetragen. Artikel, die nicht signifikant verbessert werden können, werden gegebenenfalls gelöscht. Bitte hilf mit, die inhaltlichen Mängel dieses Artikels zu beseitigen, und beteilige dich an der Diskussion. |

Die Swiss Life Select Deutschland GmbH (kurz SLS; von 1988 bis 2013 AWD, Allgemeiner Wirtschaftsdienst) mit Unternehmenssitz in Hannover ist ein Vermittler für Finanzberatung, Vermittlung von Versicherungen, Kapitalanlagen und Finanzierungen sowie Immobilien von einer Vielzahl an Produktpartnern für Privathaushalte und Unternehmen.
Die Swiss Life Select Deutschland GmbH ist bei der Industrie- und Handelskammer Hannover gemäß der EU-Vermittlerrichtlinie als Versicherungsvertreter registriert.
Swiss Life Select ist über die Swiss Life Deutschland Holding eine 100-prozentige Tochtergesellschaft des börsennotierten Schweizer Finanzberatungs- und Versicherungskonzerns Swiss Life. Hervorgegangen ist die heutige Swiss Life Select Deutschland aus der ehemaligen börsennotierten AWD.

## Kennzahlen
Swiss Life Select veröffentlicht keine separaten Finanzzahlen, sondern ist in den Konzernabschluss der Swiss Life Deutschland Holding einbezogen. Im Konzernabschluss der Swiss Life Deutschland Holding erwirtschafteten die vier Finanzvertriebe Swiss Life Select Deutschland, Tecis, Horbach und Proventus im Geschäftsjahr 2018 einen Umsatz von 385,5 Millionen Euro. Die Berateranzahl wird zum 31. Dezember 2017 mit 3538 gewerberechtlich lizenzierten Beratern ausgewiesen. Am Standort Hannover, Back-Office für alle Finanzvertriebe, arbeiten derzeit rund 820 festangestellte Mitarbeiter.

## Geschichte

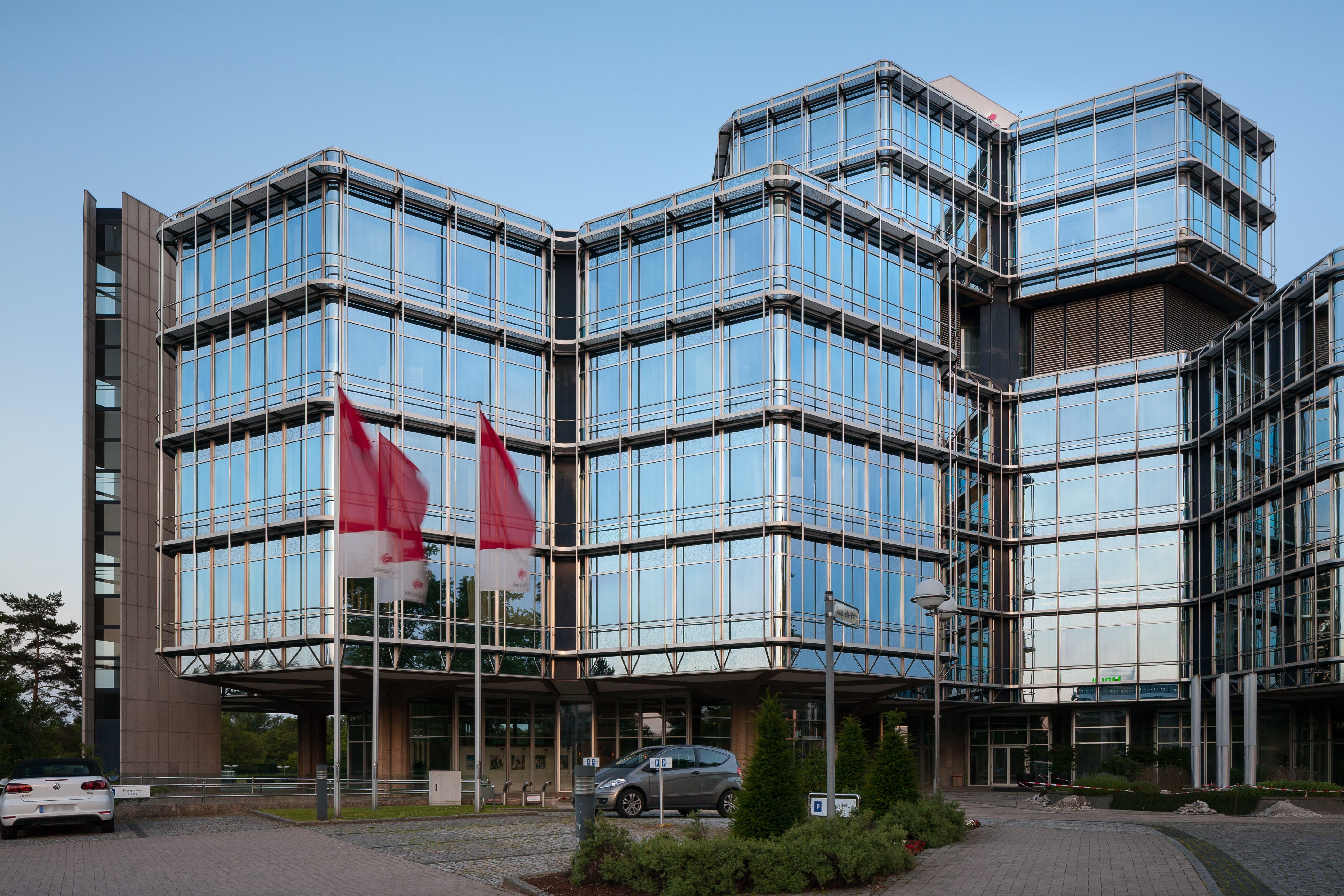
Sitz von Swiss Life Select in Hannover-Lahe

Das Unternehmen AWD (Allgemeiner Wirtschaftsdienst) wurde 1987 gegründet. Entgegen der gängigen Meinung, dass Carsten Maschmeyer das Unternehmen allein, zusammen mit seiner späteren Frau Bettina oder deren Bruder Kai Lange gegründet habe, war der offizielle Gründer Kai Lange allein oder mit seiner Freundin Ulrike Schröter. Maschmeyer, welcher sich als vermeintlicher Gründer des Unternehmens AWD ausgab, stieg erst einige Monate später mit 900.000 DM in das Unternehmen ein und übernahm damit die Mehrheit. Er war zuvor bei dem Finanzdienstleistungsunternehmen OVB Vermögensberatung tätig gewesen.
1991 expandierte AWD nach Österreich, im Jahr darauf wurde AWD Schweiz gegründet. 1999 übernahm der Konzern den Finanzdienstleister S&C und im Jahr 2000 den Finanzdienstleister Gesellschaft für Wirtschafts- und Finanzberatung (GWF). Im Jahr 2000 erfolgte der Börsengang und AWD übernahm in der Folge weitere Beratungsunternehmen. 2001 wurde die ein Jahr zuvor übernommene Dr. Blumrath AG auf die ebenfalls akquirierte Horbach Wirtschaftsberatung GmbH verschmolzen, die speziell den Markt der Akademiker ansprechen sollte. Im selben Jahr übernahm AWD auch die britische Vertriebsgesellschaft Thomson’s. Es folgten weitere Übernahmen in Großbritannien und Osteuropa. In Deutschland wurden die Hamburger Tecis 2002 und die Deutsche Proventus 2008 übernommen.
2007 erwarb der Schweizer Finanzberatungs- und Versicherungskonzern Swiss Life (ehemals Schweizerische Lebensversicherungs- und Rentenanstalt) die Aktienmehrheit an AWD von der Familie Maschmeyer. Infolge der Übernahme und der Neuaufstellung von Swiss Life in Deutschland wurde im Jahr 2013 die AWD Holding auf die Swiss Life Deutschland Holding GmbH verschmolzen. Dabei wurde AWD Deutschland als eine der vier Hauptvertriebsgesellschaften der Holding in Swiss Life Select Deutschland umbenannt.
Nachdem Carsten Maschmeyer im Dezember 2007 die Übernahme seines Unternehmens durch Swiss Life unterstützt hatte, erwarb Swiss Life die Mehrheit seiner Aktienanteile. Am 13. März 2008 hatte Swiss Life erfolgreich ein Angebot an die Aktionäre der AWD Holding AG abgeschlossen, womit ihr Anteil an AWD auf zunächst 86 Prozent stieg. Mitte August 2008 gab Swiss Life bekannt, auch die bei Carsten Maschmeyer noch verbliebene Beteiligung von 10,5 Prozent übernommen zu haben und somit neu 96,7 Prozent der AWD-Aktien zu halten.
Im Frühjahr 2009 erfolgte zunächst der Rückzug Carsten Maschmeyers aus dem operativen Geschäft und mit der Abgabe seines Verwaltungsratspostens im Dezember 2011 verließ er das Unternehmen vollständig. In 2013 wurde AWD auf Swiss Life Select umfirmiert.
Manfred Behrens, ehemals Geschäftsführer der deutschen Swiss-Life-Niederlassung in München und ab September 2008 Co-Chief Executive Officer der AWD, trat Anfang April 2009 den Vorstandsvorsitz der AWD an. Im Januar 2013 übernahm Manfred Behrens im Zuge der Verschmelzung der AWD Holding auf die Swiss Life Deutschland Holding den Posten des Chief Executive Officers von Swiss Life Deutschland. Ende März 2014 gab Manfred Behrens den CEO-Posten an seinen Geschäftsleitungskollegen ab, den Schweizer Markus Leibundgut. Jörg Arnold übernahm das Amt des CEOs Anfang Juli 2017. Seit dem 1. Juli 2024 ist Dirk von der Crone CEO der Swiss Life Deutschland Holding.

### Ehemalige Börsennotierung

#### Börseneinführung
Das Finanzdienstleistungsunternehmen ging im Oktober 2000 an die Börse. Bereits vier Monate danach, am 18. März 2001 wurde das Unternehmen in den MDAX aufgenommen. Sowohl bei der Marktkapitalisierung (Rang 51 der DAX 100 Unternehmen) wie auch beim Handelsvolumen (Rang 56 der DAX 100 Unternehmen) war AWD auf den vorderen Plätzen vertreten.
Insgesamt wurden 9,9 Millionen neue Aktien zum Emissionspreis von 54 Euro platziert. Durch den Börsengang flossen der AWD Holding AG nach Abzug der Börsengangsaufwendungen (70,8 Millionen D-Mark) 974,8 Millionen DM an liquiden Mitteln zu.
21 Prozent der AWD-Aktien befanden sich zu dem Zeitpunkt im Besitz von Mitarbeitern des Unternehmens, weitere 26 Prozent wurden von privaten und institutionellen Investoren gehalten. Bei den institutionellen Investoren bildeten Großbritannien (28 Prozent) sowie Deutschland (24 Prozent) den Schwerpunkt. Daneben waren Italien (8 Prozent), die Schweiz (11 Prozent) und auch außereuropäische Investoren (18 Prozent) stark vertreten. 53 Prozent der Aktien wurden von der Familie Maschmeyer gehalten.
Von etwa 60 Euro Anfang 2001 hat die Notierung der AWD-Aktie bis Ende 2002 auf unter 10 Euro nachgegeben. Bis Ende 2003 stieg die Aktie dann wieder auf etwa 30 Euro, bis Mitte 2005 auf knapp 40 Euro. Kurz zuvor hatte der Gründer Maschmeyer 20 Prozent seiner Aktien verkauft. Die Zeitschrift Stern und andere Medien äußerten diesbezüglich den Verdacht, dass er zum Zeitpunkt des Verkaufs bereits von der negativen Geschäftsentwicklung im Jahr 2005 gewusst habe. Nach einem kurzen Zwischenhoch fiel der Kurs bis zum Herbst 2007 wieder auf etwa 25 Euro. Damit haben Erstzeichner knapp 60 Prozent des eingesetzten Kapitals verloren. Der AWD-Aktienkurs hat sich seit dem Börsengang deutlich schlechter entwickelt als DAX, MDAX oder TecDAX.

#### Übernahmeangebot von Swiss Life und Delisting
Im März 2005 hatte AWD-Chef Maschmeyer sich außerbörslich von 7,6 Millionen Aktien getrennt und seinen Anteil auf 31 Prozent reduziert. Dabei ging es laut Maschmeyer vorrangig um einen höheren Free Float zu Gunsten von AWD.
Im Dezember 2007 hatten die Swiss Life Holding und AWD den Abschluss einer strategischen Partnerschaft veröffentlicht; gleichzeitig kündigte die Swiss Life Holding an, den Aktionären der AWD ein Übernahmeangebot zu 30 Euro je AWD-Aktie zu unterbreiten. Der Lebensversicherer hatte im Rahmen seines Übernahmeangebots an alle Aktionäre bereits 20 Prozent von der Maschmeyer-Familie übernommen.
Ende 2008 übertrug die Familie Maschmeyer den Anteil von 10,46 Prozent an Swiss Life, die somit 96,7 Prozent hielt. Das versetzte Swiss Life in die Lage, die Eigner der restlichen Aktien per Zwangsabfindung zum Verkauf zu bewegen und AWD dann aus dem börslichen Handel zu nehmen.
Anfang Januar 2009 teilte das Unternehmen in einer Ad-hoc-Meldung mit, dass die Swiss Life Beteiligungs GmbH in Hannover, eine 100-prozentige Tochtergesellschaft der Swiss Life Holding in Zürich, die Barabfindung für die Herausdrängung (squeeze-out) der verbliebenen Minderheitsaktionäre auf 30 Euro je Aktie festgelegt hat.
Am 24. Februar 2009 fand die außerordentliche Hauptversammlung statt, auf der die Herausdrängung der Minderheitsaktionäre beschlossen wurde.
Am 24. Februar 2009 hatte das Handelsregister des Amtsgerichts Hannover den Beschluss der außerordentlichen Hauptversammlung über die Übertragung der Aktien der Minderheitsaktionäre auf die Swiss Life Beteiligungs GmbH (Hauptaktionärin) gegen Gewährung einer angemessenen Barabfindung in Höhe von 30 Euro je auf den Inhaber lautende Stückaktie mit einem rechnerischen anteiligen Betrag am Grundkapital in Höhe von einem Euro in das Handelsregister der Gesellschaft eingetragen.
Mit der Eintragung des Übertragungsbeschlusses in das Handelsregister sind kraft Gesetzes alle Aktien der Minderheitsaktionäre der AWD Holding Aktiengesellschaft auf die Swiss Life Beteiligungs GmbH übergegangen. Die Notierung der Aktien der AWD Holding Aktiengesellschaft wurde am 10. November 2009 eingestellt.

## Sportliches und soziales Engagement

### Sportsponsoring
Das Unternehmen fördert zahlreiche Vereine im Bereich des Fußball-, Handball-, Volleyball- und Basketballsports sowie im Amateursport und tritt als Sponsor von bundesweit mehr als 2500 Mannschaften des Breitensports, insbesondere von Jugendmannschaften, auf. Ebenso wie die Unterstützung der Sportvereine selbst zeigt das Namenssponsoring das gesellschaftliche Engagement des Unternehmens.
Zum Start der Bundesliga-Saison 2002/2003 erwarb der Finanzdienstleister für zwei Millionen Euro pro Saison die Namensrechte am Fußballfeld des Erstligisten Hannover 96: Aus dem Niedersachsenstadion wurde bis Sommer 2013 die AWD-Arena (heute: HDI-Arena), und aus der Stadionsporthalle die AWD Hall, heute Swiss Life Hall. In Bremen hieß die Stadthalle Bremen nach dem Umbau von 2004/2005 bis 2009 AWD-Dome.

### Engagement für notleidende Kinder weltweit
Seit vielen Jahren engagiert sich Swiss Life Select über die 1991 gegründete, gemeinnützige Stiftung Zuversicht für Kinder (ehemals AWD-Stiftung Kinderhilfe). Seither haben sowohl die selbständigen Handelsvertreter als auch die Mitarbeiter des Unternehmens regelmäßig ein Prozent ihrer Bezüge freiwillig für nationale und internationale Hilfsprojekte für notleidende Kinder weltweit gespendet.

## Kritik

### Berater und Handelsvertreter
Das Karriere- und Vergütungsmodell von Swiss Life Select sieht heute (Stand: 2016) einen stufenweisen Einstieg für angehende Berater vor. Abhängig von ihrer künftigen Ausrichtung müssen die angehenden Berater die IHK-Prüfung zum Versicherungsfachmann/-frau  gemäß §34d GewO sowie die IHK-Prüfung zum Finanzanlagenfachmann/-frau gemäß §34f GewO absolvieren. Im Rahmen der Fach- und Vertriebsausbildung können Nachwuchsberater hierfür einen Provisionsvorschuss als sogenannte „Starthilfe“ beantragen. Die Gewährung dieses Vorschusses ist abhängig von der Erfüllung bestimmter Qualitätskriterien. Der Vorschuss soll es den angehenden Beratern ermöglichen, sich während ihrer Ausbildungszeit auf die Lehrinhalte zu konzentrieren. Sobald der Berater seine Grundausbildung mit allen erforderlichen Abschlussprüfungen vor den Industrie- und Handelskammern abgeschlossen und die Beratertätigkeit aufgenommen hat, erfolgt die sukzessive Rückzahlung des Provisionsvorschusses.
Ehemalige AWD-Mitarbeiter schilderten von Dezember 2002 bis Mai 2003 im Internet unter verschiedenen Domains ihre persönlichen und schmerzlichen Erfahrungen mit dem Konzern. Der AWD versuchte daraufhin, auf juristischem Wege die Domänen awd-aussteiger.de und aussteigerforum.de schließen zu lassen. Beide Seiten existieren inzwischen nicht mehr. Gegenwärtig ist der Verein der ehemaligen AWD-Mitarbeiter aktiv.
Mit der Umsetzung der sogenannten EU-Versicherungsvermittlerrichtlinie im Jahre 2007 ist die gewerbsmäßige Versicherungsvermittlung im Rahmen des deutschen Gewerberechtes erstmals geregelt worden (§34d GewO). Zu den Pflichtanforderungen für alle im Markt tätigen, selbständigen Versicherungsvermittler zählt seitdem der Nachweis der Sachkundeprüfung vor den Industrie- und Handelskammern. Zusätzlich sind eine Berufshaftpflicht in definierter Mindesthöhe, geordnete Vermögensverhältnisse und die gewerberechtliche Zuverlässigkeit gefordert. Vor Umstellung des Verjährungsrechtes mit Wirkung zum Jahreswechsel 2011/12 gab es in den Jahren 2006 bis 2010 vermehrt Klagen gegen AWD und weitere Finanzdienstleister, Banken und Sparkassen in Deutschland. Die Anleger wurden dabei vielfach von spezialisierten Rechtsanwaltskanzleien vertreten. Die Kläger beriefen sich meist darauf, bei Vertragsabschluss in den 1990er Jahren nicht ausreichend über die Risiken von Geldanlagen beraten worden zu sein und warfen AWD Fehlberatungen vor. Dieser Vorwurf erwies sich fast ausnahmslos als unbegründet: AWD konnte unter anderem durch seine 1995 eingeführten Beratungsprotokolle nachweisen, über Anlagerisiken hinreichend aufgeklärt zu haben. Diese Gesprächsnotizen waren von den Anlegern gegengezeichnet worden. Zusätzlich war in den ausgehändigten Anlageprospekten auf Risiken der jeweiligen Kapitalanlage hingewiesen worden. Die Mehrzahl der Klagen wurde deshalb von den zuständigen Gerichten abgewiesen.
Nach Umsetzung der EU-Versicherungsvermittlerrichtlinie 2007 wurden die Regulierungs- und Qualifikationsanforderungen an Finanzberater bis heute sukzessive verschärft. Die Kundenorientierung von Finanzvermittlern wird zudem durch externe Beratungsgesellschaften regelmäßig überprüft und bewertet. Für die Beratung in komplexen Vorsorgebereichen müssen Finanzberater bei Swiss Life Select strengere Anforderungen erfüllen: So zählt zum Beispiel der Bereich betriebliche Altersvorsorge (bAV) seit Beginn der Rentenreform Anfang des Jahrtausends zu einem Spezialistenbereich. Hier dürfen ausschließlich geschulte Fachberater mit spezialisiertem Fachwissen beraten.
Nach übereinstimmenden Berichten einer Vielzahl von ehemaligen Mitarbeitern sei die Vermögenssituation vieler ehemaliger AWD-Berater sehr schlecht. Der Grund dafür sei, dass der Konzern Gebühren und Nebenkosten für die Nutzung der AWD-Infrastruktur in Rechnung stelle. Diese Gebühren seien auch dann zu zahlen, wenn der Berater keinen oder nur geringen Erfolg hat. Zudem wird oft von ungünstigen Provisionsberechnungen zu Lasten der selbständigen Handelsvertreter berichtet, allerdings gibt es hierfür keine konkreten Beispiele. Der Kritik zufolge sei die Fluktuation in den einzelnen Geschäftsstellen häufig enorm hoch, und die in eine wirtschaftliche Abhängigkeit geratenen Vertreter seien zum Teil überschuldet und stünden unter enormem Verkaufsdruck. Im Jahr 2003 sah sich zum Beispiel eine vierstellige Anzahl ehemaliger AWD-Mitarbeiter zum Teil fünfstelligen Provisionsrückforderungen gegenüber. Im Zuge der Umstrukturierung und Übernahme in die Swiss Life Select werden wirtschaftliche Belastungen der Berater aufgrund von Stornokosten mithilfe einer sogenannten Stornoreserve abgefedert. In diese zahlt jeder Handelsvertreter einen prozentualen Anteil der erwirtschafteten Provisionen ein, um Stornoquoten, die beispielsweise mit dem Ausscheiden aus dem Konzern einhergehen könnten, abzufangen. Für jeden Storno,  egal ob der auf eine Fehlberatung zurückzuführen ist oder der Kunde aus einer Laune heraus kündigt, haftet der Handelsvertreter selbst. Außerdem ist jeder selbständige Handelsvertreter – wie auch in der freien Wirtschaft – für seinen eigenen wirtschaftlichen und unternehmerischen Erfolg verantwortlich.

### AWD-Geschädigte
Insgesamt 6500 AWD-Geschädigte haben sich bis März 2009 beim österreichischen Verein für Konsumenteninformation (VKI) für die geplante Sammelklage wegen der Vermittlung der im Kurs abgestürzten Immofinanz- und Immoeast-Aktien gemeldet.
Grund der Klage ist der Vorwurf, dass AWD-Berater seit Ende der 1990er Jahre Immofinanz-Aktien als mündelsicheres Investment angepriesen hätten. In vielen Fällen soll das gesamte verfügbare Vermögen eines Kunden in Immobilienfinanzaktien oder anderen Immobilienaktien veranlagt worden sein. Oft sind die Aktien offenbar als „Immobilienfonds“ tituliert und das Wort „Aktien“ bewusst vermieden worden. Zudem sei von „Kapitalgarantien“ die Rede gewesen und die Möglichkeit eines Totalverlustes nicht erwähnt worden. Laut VKI weise die Häufung der Beschwerdepunkte auf systematische Mängel in der Beratungsorganisation des AWDs hin. Das Prozesskostenrisiko trägt der deutsche Prozessfinanzierer Foris, wodurch sich die Geschädigten ohne Kostenrisiko an der Sammelklage beteiligen können. Dafür sei im Erfolgsfall eine Erfolgsquote an Foris abzuführen, die davon abhängig sei, wie rasch eine Lösung erzielt werden kann.
Im März 2011 teilte die Stiftung Warentest mit, dass sich die Zahl der unzufriedenen AWD-Kunden nicht im Promillebereich bewege, wie Carsten Maschmeyer, der langjährige Vorstandsvorsitzende der Holding, behauptet; vielmehr liege der Stiftung Warentest eine AWD-Liste vor, der zufolge „über 34.000 AWD-Kunden“ mit geschlossenen Immobilienfonds der Capital Konsult aus Stuttgart Verluste machten.

### Gesprächsstrategie
Der Beratungsprozess lässt sich in der Regel in drei Phasen gliedern:
- Das Erstgespräch findet meist beim potentiellen Kunden statt. Dort stellt der Finanzberater das Unternehmen und die Dienstleistung mit einer standardisierten Präsentation vor, bespricht Ziele und Wünsche des Kunden für eine zielführende Konzeption und erhebt die aktuelle sowie gewünschte Finanzsituation des Kunden.
- Das zweite Gespräch folgt meist nach einigen Tagen. Dabei wird dem potenziellen Kunden ein 25 bis 50 Seiten starkes „Persönliches Finanzgutachten“ (PFG) vorgelegt. Dieses auf Basis einer von der gfp-Gesellschaft für private Finanzplanung erstellten Software zeigt die aktuelle IST-Situation und etwaige bestehende Versorgungslücken auf, fasst Anlagechancen zusammen und stellt konkrete Optimierungsvorschläge vor.
- Beim zweiten oder dritten Gesprächstermin kommt es zur möglichen Umsetzung von Optimierungsmaßnahmen bzw. zu etwaigen Vertragsabschlüssen, sofern sich der Kunde für die Dienstleistung der Swiss Life Select entscheidet. Dazu haben die Berater vorab ausgefüllte Formulare dabei und übergeben dem Kunden die gesetzlich vorgeschriebenen Unterlagen. Bei Rückfragen wird auch auf gesetzliche Rechte wie Kündigungsmöglichkeiten hingewiesen. In der Vergangenheit wurde dies nach Aussage vieler Gerichtsurteile von ehemaligen AWD-Mitarbeitern teilweise unterlassen. Seit der Einführung der VVG-Richtlinie ist die Protokollierung des Beratungsgespräches Pflicht. Dieser Pflicht kommt der ehemalige AWD nach eigenen Aussagen bereits seit 2001 durch die Einführung von Gesprächsnotizen nach. Die Protokolle fassen alle relevanten Gesprächsinhalte zusammen und erörtern Chancen und Risiken, belegen die Zertifizierung des Beraters und enthalten Klauseln zum Datenschutz.

### GKM-Rechtsstreit
Über den Kauf der GKM Gesellschaft für Professionelles Kapitalmanagement AG von deren 100-prozentiger Muttergesellschaft RL Holding GmbH durch den AWD entzündete sich ein Rechtsstreit. Nach Darstellung von Reinhard Listl, Vorstand der GKM und Geschäftsführer der RL Holding, wurde der diesbezügliche Kaufvertrag am 10. September 2008 vorbehaltlich der Zustimmung des Aufsichtsrates der AWD-Gruppe abgeschlossen. Am 11. September hat demnach Maschmeyer den vereinbarten Kaufpreis in Höhe eines größeren zweistelligen Millionenbetrages überwiesen. Da der AWD-Aufsichtsrat dem Kauf nicht zugestimmt hatte, ist nun strittig, ob Maschmeyer damit die GKM gekauft habe, wie Listl es darstellt, oder der Kauf durch die Ablehnung im AWD-Aufsichtsrat hinfällig und damit rückabzuwickeln sei.
Aufgrund des Urteils des Landgerichts Regensburg am 31. Mai 2009 wurde der Verkauf rückabgewickelt und Reinhard Listl hat mittlerweile den Kaufpreis von 40 Millionen Euro an Carsten Maschmeyer zurückgezahlt.
Carsten Maschmeyer verzichtete auf Zinsen von rund 2 Millionen Euro. Die Gerichtskosten in Höhe von rund 1,5 Millionen Euro verblieben auch bei Reinhard Listl.
Aufgrund des möglichen Verkaufs der GKM verließen über 300 Handelsvertreter die GKM.

### Gerichtsurteil zur Unabhängigkeit des AWDs
Durch ein Urteil des Landgerichts Hannover vom 30. Juni 2009 wurde AWD untersagt, weiter mit dem Wort „unabhängiger“ in seinem Claim „Ihr unabhängiger Finanzoptimierer“ zu werben. Das Gericht begründete das Urteil damit, dass aus wirtschaftlicher Sicht Swiss Life als beherrschendes Unternehmen einen Einfluss auf den AWD nehmen könnte. Darüber hinaus leite mit Manfred Behrens nun der ehemalige Deutschland-Chef der Swiss Life das Unternehmen. AWD kündigte an, gegen das Urteil Berufung einzulegen. AWD änderte daraufhin seinen Claim zu „Ihr persönlicher Finanzoptimierer“.

### AWD Österreich
Am 7. Dezember 2011 erklärte Carsten Maschmeyer mit sofortiger Wirkung seinen Rücktritt aus dem Verwaltungsrat der Swiss Life Holding AG, einen Tag nachdem das Magazin Stern in seinem Heft Nr. 49/2011 (Alte Rechnungen) enthüllt hatte, dass gegen Carsten Maschmeyer und AWD in Österreich eine Strafuntersuchung der Staatsanwaltschaft Wien (Aktz.13 St 2/11x) in Gang gesetzt wurde, wegen des Verdachts auf systematischen Betrug und Gründung einer kriminellen Vereinigung. Die Strafuntersuchung erfolgte auf Antrag des Vereins für Konsumenteninformation (VKI) Wien, der darüber hinaus fünf zivilrechtliche Sammelklagen im Namen von 2.500 AWD-Klägern mit einem Streitwert von 40 Millionen Euro führt. Alle Kläger haben sich auch dem Strafantrag angeschlossen.
Nach seinem Rücktritt bei Swiss Life reduzierte Maschmeyer auch sein Aktienpaket von 5,05 Prozent an der Swiss Life Holding AG auf weniger als 3 Prozent.

## Namensänderung im Jahr 2013
Die Swiss Life hat erkannt, dass sie sich beim Kauf der AWD im Jahr 2007 in den Geschäftsaussichten verschätzt hat. Am 28. November 2012 wurde kommuniziert, dass der immaterielle Vermögenswert von 1,34 Milliarden auf 765 Millionen Schweizer Franken korrigiert wurde. Gleichzeitig wurde eine neue Strategie vorgestellt, welche unter anderem Optimierungen in der Unternehmens- und Vertriebsstrategie vorsah und den Namen AWD durch Swiss Life Select ablösen sollte. Dies wurde Anfang April 2013 umgesetzt.